# Riad Salameh
Riad Toufic Salameh (em árabe: رياض توفيق سلامة, nascido em 17 de julho de 1950) é um economista libanês e o ex-Governador do banco central do Líbano, Banque du Liban desde 1 de agosto de 1993. De acordo com o jornal suíço SonntagsZeitung, ele é acusado de desviar 300 a 500 milhões de dólares e enviar para 12 bancos na Suíça.